# شارلوت رادکلیف
شارلوت رادکلیف (انگلیسی: Charlotte Radcliffe; ۳ اوت ۱۹۰۳ – ۱۲ دسامبر ۱۹۷۹) شناگر زن اهل بریتانیا بود.
وی در مسابقات کشوری و بین‌المللی در مجموع برندهٔ ۱ مدال نقره شده‌است.